# Оселвар (брод)
Оселвар или Оселвер је мали дрвени чамац на весла који се традиционално прави и користи дуж западне обале Норвешке. Оселвар је брод изграђен клинкер методом градње чамаца где се ивице дасака трупа међусобно преклапају. Гради се са танким, врло широким даскама. Готово сви делови Оселвара направљени су од бора, само са кобилицом храста.
Оселвар је, заједно са преобликовањм традиционалног процеса учења изградње и употребе у савремени контекст,  2016. године уврштен на Унескову листу нематеријалног културног наслеђа човечанства у Регистар добре праксе заштите.

## Историја
Ова врста чамца је стотинама година била врло честа у спољним регионима Хордаланда. Име је добио по главном важном градилишту за ову врсту бродова током 18. века, на ушћу реке Оселве у Ос у округу Хордаланд . Раних 1800-их, бродоградња је била важна индустрија у Осу и суседном селу Тиснесу, на другој страни фјорда . Стилизована фигура Оселвара појављује се на грбу општине Ос.
Из доба најмање 1500-их и настављајући се до 1860-те, ови чамци су се извозили у комплету углавном на  Шетландским и Оркнијским острвима. Током преласка Северним морем дрвени чамци су растављени, а затим 'упаковани' за отпрему. Уместо да пошаљу компликована упутства за монтажу, послали су норвешке бродоградитеље да их поново изграде.
Иако у почетку радни ред или једрилица, Оселвар такође има дугу традицију као рекреативни занат. Чамац који је могао постићи и грациозност и брзину био је савршен за такмичења у једрењу и веслању. Прву регату приредило је Удружење једриличара Берген на Летњи дан 1871. године. Данас се неколико клубова и једриличарских удружења бави промоцијом традиције Оселвара, као брода за спорт и разоноду. 2009. године брод је проглашен норвешким националним бродом у анкети Норвешког друштва за спасавање на мору.